# Lela Brooks-Potter

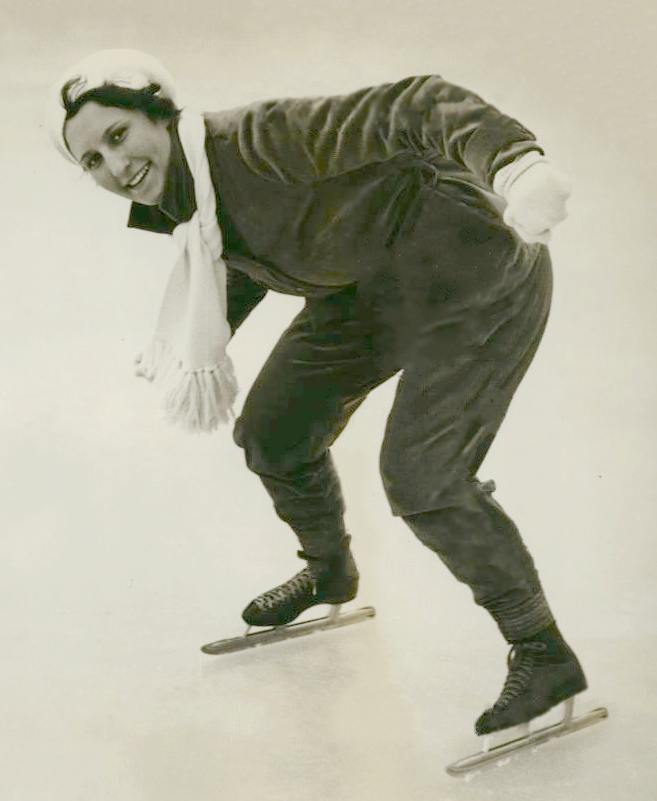
Lela Brooks-Potter år 1932.

Lela Alene Brooks-Potter, gift Campbell, född 7 februari 1908 i Toronto, död 11 september 1990 i Owen Sound, Ontario, var en kanadensisk skridskoåkare. Hon deltog i uppvisningsgrenen skridsko för damer i de Olympiska vinterspelen 1932 i Lake Placid. Hon gick till final i alla tre distanser, men kom som bäst fyra.